# Río Actuy
Der Río Actuy ist ein 9 km langer linker Nebenfluss des Río Marañón, linker Quellfluss des Amazonas. Der Río Actuy entwässert die nordöstlichen Ausläufer der Cordillera Blanca im Norden der Provinz Sihuas in der Region Ancash in West-Peru. Die Gesamtlänge einschließlich Quellflüssen beträgt 44 km.

## Flusslauf
Der Río Actuy entsteht 7 km nordwestlich des Distriktverwaltungszentrums Quiches auf einer Höhe von etwa 2380 m am Zusammenfluss von Río San Miguel (links) und Río Llama (rechts). Er fließt in ostnordöstlicher Richtung und trennt dabei die Distrikte Acobamba (im Norden) und Quiches (im Süden). Er mündet schließlich knapp 9 km nordnordöstlich von Quiches auf einer Höhe von etwa 1600 m in den Río Marañón.

## Quellflüsse
Der Río San Miguel ist der etwa 30 km lange linke Quellfluss des Río Actuy. Er hat seinen Ursprung (⊙) im Distrikt Conchucos in der Provinz Pallasca auf der Höhe von etwa 4200 m. Am Oberlauf liegen die Seen Lago Chachipampa, Lago Torococha und Lago Huascocha. Ab Flusskilometer 24 durchquert der Río San Miguel den Distrikt Chingalpo in überwiegend östlicher Richtung. Auf den unteren 17 Kilometern durchschneidet er das Bergland in einer teils engen Schlucht. Bei Flusskilometer 14,5 befindet sich die Ortschaft San Miguel am linken Flussufer. Bei Flusskilometer 5 mündet die Quebrada Aranjuez, bei Flusskilometer 1 die Quebrada Chiboagra, beide von Norden kommend, in den Río San Miguel. Auf den unteren 5 Kilometern befindet sich am nördlichen Flussufer der Distrikt Acobamba.
Der Río Llama ist der etwa 35 km lange rechte Quellfluss des Río Actuy. Er entspringt (⊙) an der Ostflanke des Cerro Pariachuco im äußersten Westen des Distrikts Ragash. Er fließt anfangs in ostsüdöstlicher Richtung. Bei Flusskilometer 21 befindet sich die Ortschaft Quingao Alto unweit des rechten Flussufers. Bei Flusskilometer 18 durchschneidet er einen Höhenkamm in östlicher Richtung. Bei Flusskilometer 15 passiert der Fluss die Ortschaft Llama. Auf den unteren 12 Kilometern verläuft er in einer engen Schlucht. Die letzten 6 Kilometer fließt er in Richtung Nordnordost und trifft schließlich auf den Río San Miguel.

## Einzugsgebiet
Das etwa 460 km² große Einzugsgebiet des Río Actuy umfasst den Norden der Provinz Sihuas. Im äußersten Westen befinden sich die nordöstlichen Ausläufer der Cordillera Blanca. Im Süden befindet sich das Flusssystem des Río Rupac, im Norden das des Río Mayas. Im Westen, jenseits der kontinentalen Wasserscheide, liegt das Einzugsgebiet des Río Santa.